# Station Naterki
Station Naterki is een spoorwegstation in de Poolse plaats Naterki.